# Aland, Sachsen-Anhalt
Aland är en kommun i Landkreis Stendal i förbundslandet Sachsen-Anhalt i Tyskland.
Kommunen bildades den 1 januari 2010 genom en sammanslagning av de tidigare kommunerna Aulosen, Krüden, Pollitz och Wanzer. Den 1 september uppgick Wahrenberg i den nya kommunen.
Kommunen ingår i förvaltningsgemenskapen Seehausen (Altmark) tillsammans med kommunerna Altmärkische Höhe, Altmärkische Wische, Seehausen (Altmark) och Zehrental.